# Scopula quettensis
Scopula quettensis är en fjärilsart som beskrevs av Louis Beethoven Prout 1935. Scopula quettensis ingår i släktet Scopula och familjen mätare. Inga underarter finns listade.